# Чемпионат Болгарии по волейболу среди мужчин
Чемпионат Болгарии по волейболу среди мужчин — ежегодное соревнование мужских волейбольных команд Болгарии. Проводится с 1942 года.
Соревнования проводятся в трёх дивизионах — Суперлиге, Высшей лиге, группе А. Организатором чемпионатов в Суперлиге и высшей лиге является Национальная волейбольная лига. 

## Формула соревнований
Чемпионат в Суперлиге в сезоне 2024/25 проводился в два этапа — предварительный и плей-офф. На предварительной стадии команды играли в два круга. 8 лучших вышли в плей-офф и по системе с выбыванием определили двух финалистов, которые разыграли первенство. Серии матчей проводились до двух (в четвертьфинале) и до трёх (в полуфинале и финале) побед одного из соперников.
За победы со счётом 3:0 и 3:1 команды получают 3 очка, 3:2 — 2 очка, за поражения 2:3 — 1 очко, 1:3 и 0:3 — 0 очков.
В чемпионате 2024/25 в Суперлиге участвовали 12 команд: «Левски» (София), «Локомотив» (Пловдив), «Нефтохимик» (Бургас), «Бероё» (Стара-Загора), «Монтана» (Монтана), ЦСКА (София), «Дея Спорт» (Бургас), «Чёрно Море» (Варна), «Пирин» (Разлог), «Дунав» (Русе), «Добруджа» (Добрич), «Хебар» (Пазарджик). Чемпионский титул выиграл «Левски», победивший в финале «Локомотив» 3-0 (3:2, 3:2, 3:0). 3-е место занял «Бероё». 

## Чемпионы
| - 1942 «Раковски» София - 1943 «Раковски-Родина» София - 1945 «Левски-Лозенец» София - 1946 «Чавдар» София - 1947 «Чавдар» Пазарджик - 1948 «Септември-ЦДВ» София - 1949 ЦДНВ София - 1950 «Спартак» София - 1951 «Спартак» София - 1952 «Ударник» София - 1953 «Ударник» София - 1954 «Минёр» Перник - 1955 «Минёр» Перник - 1956 «Ударник» София - 1957 ЦДНА София - 1958 ЦДНА София - 1959 «Левски» София - 1960 «Минёр» Перник - 1961 «Минёр» Перник - 1962 ЦДНА София - 1963 «Минёр» Перник - 1964 «Минёр» Перник - 1965 «Минёр» Перник - 1966 «Академик» София - 1967 «Спартак» София - 1968 ЦСКА София - 1969 ЦСКА «Септемврийско Знаме» София - 1970 ЦСКА «Септемврийско Знаме» София - 1971 ЦСКА «Септемврийско Знаме» София - 1972 ЦСКА «Септемврийско Знаме» София - 1973 ЦСКА «Септемврийско Знаме» София - 1974 «Славия» София - 1975 «Славия» София - 1976 ЦСКА «Септемврийско Знаме» София - 1977 ЦСКА «Септемврийско Знаме» София - 1978 ЦСКА «Септемврийско Знаме» София - 1979 «Славия» София - 1980 «Левски-Спартак» София - 1981 ЦСКА «Септемврийско Знаме» София - 1982 ЦСКА «Септемврийско Знаме» София - 1983 ЦСКА «Септемврийско Знаме» София - 1984 ЦСКА «Септемврийско Знаме» София | - 1985 «Левски-Спартак» София - 1986 ЦСКА «Септемврийско Знаме» София - 1987 ЦСКА «Септемврийско Знаме» София - 1988 ЦСКА «Септемврийско Знаме» София - 1989 ЦСКА «Септемврийско Знаме» София - 1990 ЦСКА «Септемврийско Знаме» София - 1991 «Георесурс» Бухово - 1992 «Левски-Спартак» София - 1993 ЦСКА София - 1994 ЦСКА София - 1995 ЦСКА София - 1996 «Славия» София - 1997 «Левски-Сиконко» София - 1998 «Славия» София - 1999 «Левски-Сиконко» София - 2000 «Левски-Сиконко» София - 2001 «Левски-Сиконко» София - 2002 «Левски-Сиконко» София - 2003 «Левски-Сиконко» София - 2004 «Левски-Сиконко» София - 2005 «Левски-Сиконко» София - 2006 «Левски-Сиконко» София - 2007 «Лукойл-Нефтохимик» Бургас - 2008 ЦСКА София - 2009 «Левски-Сиконко» София - 2010 ЦСКА София - 2011 ЦСКА София - 2012 «Марек-Юнион» Дупница - 2013 «Марек-Юнион» Дупница - 2014 «Марек-Юнион» Дупница - 2015 «Марек-Юнион» Дупница - 2016 «Добруджа» Добрич - 2017 «Нефтохимик» Бургас - 2018 «Нефтохимик» Бургас - 2019 «Нефтохимик» Бургас - 2020 «Нефтохимик» Бургас - 2021 «Хебар» Пазарджик - 2022 «Хебар» Пазарджик - 2023 «Нефтохимик» Бургас - 2024 «Левски» София - 2025 «Левски» София |

### Титулы
| Клуб                                 | Победы |
| ------------------------------------ | ------ |
| ЦСКА София                           | 29     |
| «Левски» София                       | 16     |
| «Славия» София                       | 8      |
| «Минёр» Перник                       | 7      |
| «Спартак»                            | 5      |
| «Нефтохимик» (Бургас)                | 5      |
| «Марек-Юнион» Дупница                | 4      |
| «Чавдар»/«Хебар-Пазарджик» Пазарджик | 3      |
| «Академик» София                     | 1      |
| «Георесурс» Бухово                   | 1      |
| «Левски-Лозенец» София               | 1      |
| «Добруджа» Добрич                    | 1      |